# 2018 Schuster
2018 Schuster је астероид главног астероидног појаса чија средња удаљеност од Сунца износи 2,183 астрономских јединица (АЈ).
Апсолутна магнитуда астероида је 14,5.